# Bataille de Klokotnica
Guerres byzantino-bulgares
Batailles
- Ongal (680)
- Anchialos (708)
- Marcellae (756)
- Lithosoria (774)
- Marcellae (792)
- Serdica (809)
- Pliska (811)
- Versinikia (813)
- Mesembria
- Guerre de 894 - 896
  - Bulgarophygon
- Guerre de 913 - 927
  - Anchialos (917)
  - Pegae (921)
- Guerre de 970 - 1018
  - Portes de Trajan (986)
  - Thessalonique (995)
  - Passe de Kleidion (1014)
  - Bitola (1015)
- Ostrovo (1040)
- Klokotnica (1230)
- Andrinople (1254)
- Devina (1279)
- Skafida (1304)
- Rusokastro (1332)

La bataille de Klokotnica ou Klokotnitsa (en bulgare Битка при Клокотница) eut lieu le 9 mars 1230 dans les environs du village de Klokotnitsa (près de Haskovo en Bulgarie) entre les forces d’Ivan Asen II, tsar de Bulgarie, et celles de Théodore Comnène Doukas, souverain d’Épire et « empereur de Thessalonique ».
Grâce à cette victoire, la Bulgarie devint la puissance dominante de la région des Balkans, alors qu’un point final était mis à l’ascension fulgurante de l’Épire. Cette bataille est souvent vue par les historiens comme l’un des points tournants de l’histoire de l’Empire byzantin après la conquête de Constantinople par les croisés ; après elle, il ne reste plus que deux postulants à la reconquête de Byzance : Jean Vatatzès (Nicée) et Ivan Asen (Bulgarie).

## Origine du conflit

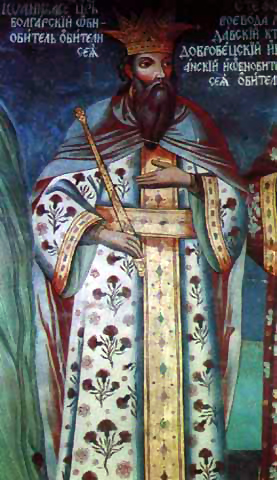
Le tsar Ivan Asen II d'après une fresque du monastère de Zographou.

Au début des années 1220, quatre « empereurs » prétendaient détenir légitimement le titre impérial : l’empereur latin de Constantinople Robert de Courtenay, le souverain d’Épire Théodore Comnène Doukas (cousin des empereurs Isaac II et Alexis III), qui se fit couronner empereur à Thessalonique vers 1227, le tsar bulgare Ivan (ou Jean) Asen II, et l’empereur de Nicée Jean Vatatzès. Lorsque l’empereur latin Robert de Courtenay mourut en 1228, ne laissant pour lui succéder qu’un enfant mineur, le jeune Baudouin II (r. 1228-1273), Ivan Asen proposa une alliance matrimoniale entre sa fille et Baudouin. Ceci aurait fait de lui le candidat idéal pour devenir régent de l’Empire latin, lui permettant de faire venir suffisamment de troupes bulgares à Constantinople pour empêcher toute attaque de Théodore, et d’accéder éventuellement au trône impérial. Conscient du danger que représentait un tel scénario, les barons latins choisirent plutôt de confier la régence et le titre d’empereur à un chevalier résidant en Occident, Jean de Brienne. Le pape donna son approbation à cet arrangement et en 1229, Jean de Brienne, déjà âgé de quatre-vingts ans, se disposa à partir pour Constantinople. Aux termes de l’accord, il aurait conservé le titre d’empereur même après la majorité de Baudouin en 1237.
Théodore décida alors que le temps était venu pour lui de marcher sur Constantinople. Toutefois, pour des raisons inconnues, son armée obliqua en cours de route et, malgré le traité d’amitié signé entre lui et le tsar bulgare en 1221/1222, il envahit la Bulgarie, craignant probablement que les Bulgares ne viennent au secours des Latins s’il se risquait à commencer un long siège devant Constantinople.

## La bataille
Pour cette guerre de conquête, Théodore avait levé une imposante armée composée en partie de soldats venus d’Occident. Il était tellement certain de la victoire qu’il amena avec lui toute sa cour y compris sa femme et ses enfants. Son armée progressa dès lors lentement en Bulgarie, pillant au passage les villages qu’elle traversait. Lorsque le tsar bulgare apprit que son pays était attaqué, il réunit une petite armée de quelques milliers de soldats avec laquelle il fonça vers le sud. En seulement quatre jours, les Bulgares couvrirent une distance trois fois plus grande que celle que Théodore avait couverte en une semaine.

La Bulgarie après la bataille de Klokotnica.

Le 9 mars, les deux armées en vinrent aux mains près du village de Klokotnitsa, sur la principale route entre Andrinople et Philippopolis. On raconte que, fou de rage, Ivan Asen II attacha à sa lance le traité d’amitié comportant la signature et le sceau de Théodore et s’en servit comme étendard. En bon tacticien, il sut jouer de l’effet de surprise et encercler les troupes de Théodore qui ne s’attendaient pas à le voir apparaitre avant au moins quelques jours. La bataille dura jusqu’à l’aube et vit la déroute complète des Épirotes. Seule une petite fraction de l’armée réussit à s’enfuir sous la conduite du frère de Théodore, Manuel. Le reste fut ou bien tué ou bien fait prisonnier, y compris Théodore lui-même ainsi que les principaux membres de sa cour. Immédiatement après la bataille, Ivan Asen libéra les soldats faits prisonniers sans conditions et déporta les aristocrates à Trnovo. Il devait toutefois garder Théodore captif. Celui-ci devait rester sept ans en prison où il fut aveuglé, après avoir comploté contre le tsar ; il n'en sortit qu’en 1237, lorsque Ivan Asen tomba amoureux de sa fille et lui permit de recouvrer sa liberté à l’occasion du mariage,,.

## Mémorial et conséquences de la bataille

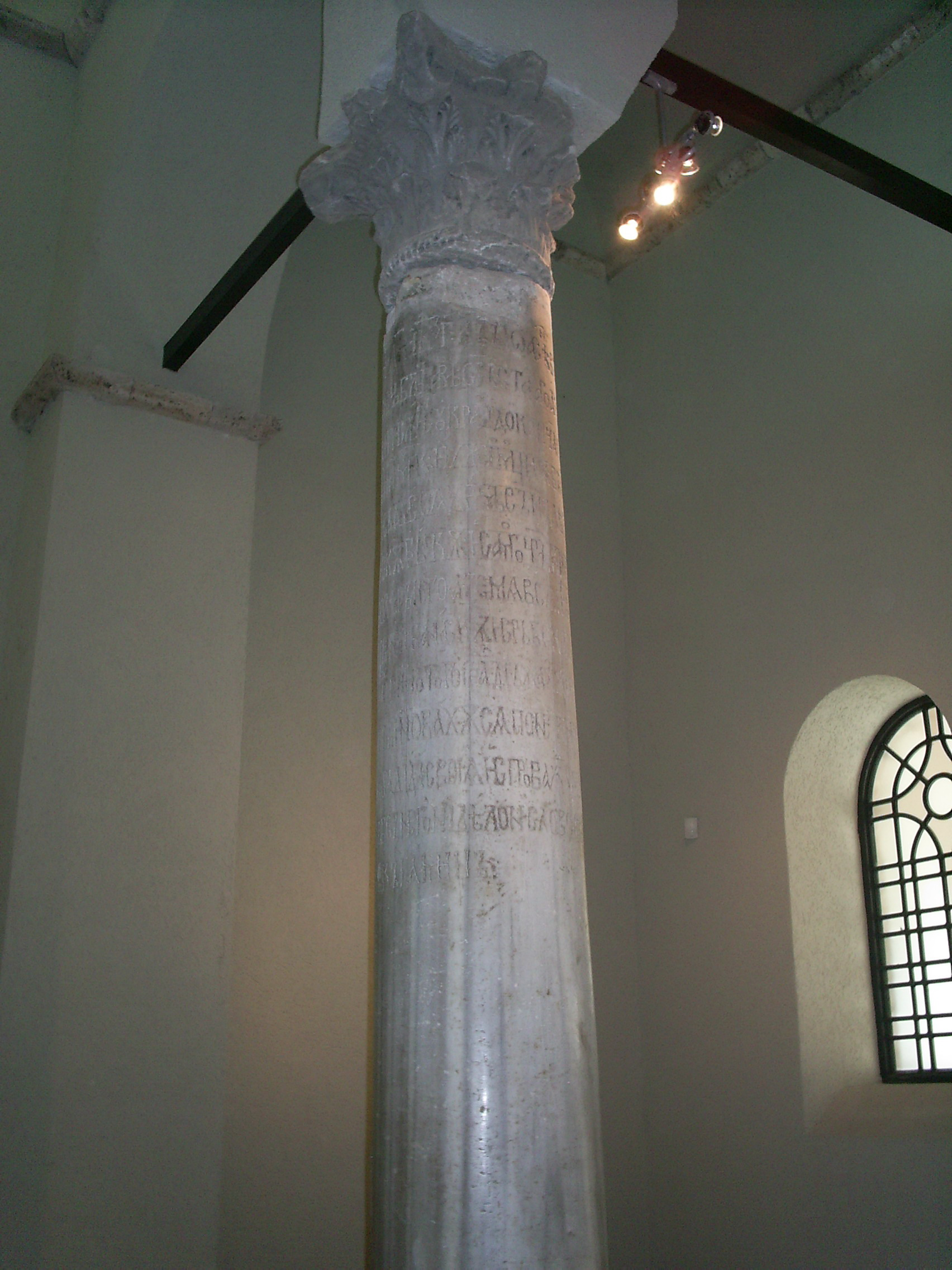
La colonne de marbre célébrant les exploits d'Ivan Asen II dans l'église des Quarante-Saints-Martyrs.

Après cette bataille, le tsar bulgare leva une armée plus importante et s’avança à travers la Macédoine jusqu’en Albanie, s’emparant au passage des principales forteresses de Théodore, y compris Serrès, Prilep et Ohrid. Il agrandit ses possessions en Thrace, s’emparant de Philippopolis dans la vallée de la Maritsa, principale route est-ouest de la Bulgarie. Son territoire s’étendit alors d’Andrinople jusqu’à Dyrrachium (aujourd’hui Durrës). Seules la Thessalie et l’Épire restaient aux mains des Grecs, Constantinople appartenant toujours aux Latins. Bien décidé à se venger des barons latins qui lui avaient préféré Jean de Brienne, Ivan Asen entreprit en 1231 des négociations avec l’empire de Nicée en vue de la conquête de Constantinople,. 
Pour commémorer ses victoires, Ivan Asen II (re)fonda l’église des Quarante-Saints-Martyrs de Tarnovo, sa capitale. Il fit graver sur l’une des colonnes de marbre un texte qui résume ce qu’il considérait être le résultat de cette bataille :

« Moi, Jean Asen, par la grâce du Christ-Dieu tsar et autocrate des Bulgares, fils de l’ancien tsar Asen, ai construit sur les fondations et ai orné d’art cette église en l’honneur des quarante saints martyrs avec l’aide desquels j’ai pu, en douze ans de mon règne, orner cette église. J’ai marché contre la Romanie et ai défait les troupes grecques, faisant prisonnier l’empereur lui-même, Théodore Comnène, ainsi que tous ses boyards. Et j’ai occupé tous les territoires depuis Andrinople jusqu’à Dyrrachium, les territoires grecs aussi bien que les territoires albanais et serbes ; les Francs [Latins] n’ont conservé que les villes autour de la reine des villes [Constantinople], mais même eux sont devenus sujets de la puissance de ma majesté, car ils  n’ont aucun autre souverain que moi et c’est grâce à moi qu’ils peuvent jouir des jours que Dieu leur a donnés, parce que sans Lui, aucun acte ne peut être fait et aucune parole ne peut être dite. Gloire lui soit rendue pour l’éternité. Amen. »

Selon l’historien A. A. Vasiliev, la bataille de Klokotnica « fut l’un des points tournants de l’histoire de la chrétienté orientale au XIIIe siècle. Elle détruisit l’Empire grec en Europe et son centre en Occident qui semblait être sur le point de restaurer l’Empire byzantin. […] À partir de ce moment, la lutte pour Constantinople sera conduite par deux rivaux et non trois : Jean Vatatzès et Ivan Asen ».